# 도 데이칸
도 데이칸(일본어: 藤貞幹, 교호 17년 음력 6월 23일(1732년 8월 13일) ~ 간세이 9년 음력 8월 19일(1797년 10월 8일))은 에도 시대 중기의 유직고실 연구가이다. 휘는 후지와라 사다모토(藤原貞幹)이다.